# Federació Hel·lènica de Bàsquet
La Federació Hel·lènica de Bàsquet (en grec: Ελληνική Ομοσπονδία Καλαθοσφαίρισης, abreujat com a ΕΟΚ) és un òrgan de govern del bàsquet a Grècia. Dirigeix i supervisa tots els equips nacionals de bàsquet de Grècia. De 1969 a 1992, la federació supervisava la Lliga grega de bàsquet (A1 Ethniki). A partir de la temporada 1992-1993, l'Associació Hel·lènica de Clubs de Bàsquet (HEBA) s'encarregà de gestionar el campionat nacional.
La Federació també supervisa cada temporada la competició de la Copa grega de bàsquet, així com el Torneig Acròpolis de cada estiu.